# Arenicola cristata
Arenicola cristata är en ringmaskart som beskrevs av William Stimpson 1856. Arenicola cristata ingår i släktet Arenicola och familjen Arenicolidae. Inga underarter finns listade i Catalogue of Life.